# 吴玉章人文社会科学终身成就奖
吴玉章人文社会科学终身成就奖是中华人民共和国人文社会科学领域的奖项，以中国人民大学首任校长吴玉章的名字命名，于2012年首次颁发。